# I Can Only Imagine (Film)
I Can Only Imagine ist ein autobiografischer Film über Bart Millard, den Sänger der Christian-Contemporary-Band MercyMe aus dem Jahr 2018. Regie führten die US-amerikanischen Brüder Andrew und Jon Erwin.

## Handlung
Der zehnjährige Bart Millard lebt mit seiner Mutter und seinem gewalttätigen Vater in Texas. Eines Tages bringt seine Mutter ihn zu einer christlichen Freizeit. Dort lernt er die gleichaltrige Shannon kennen, die ihm seine Liebe gesteht. Als er nach Hause zurückkehrt, muss er erfahren, dass seine Mutter die Familie verlassen hat und er künftig mit seinem Vater allein leben muss.
Jahre später auf der High School sind Bart und Shannon ein Paar. Bart spielt Football, um seinen Vater, einen ehemaligen Football-Spieler zu beeindrucken. Bei einem Training verletzt er sich jedoch und kann fortan nicht mehr spielen. Stattdessen muss er einen anderen Kurs belegen und wählt in Ermangelung von Alternativen den Chor. Zunächst behauptet er, nicht singen zu können, wird allerdings von der Lehrerin beim Singen „erwischt“ und erhält daraufhin die Hauptrolle beim Schulmusical.
Am Abend der Aufführung wird sein Vater ins Krankenhaus eingeliefert und erhält die Diagnose Krebs. Dieser verleugnet das jedoch und will sein Leben normal weiterleben.
Nach der Highschool beendet Bart die Beziehung mit Shannon, zieht von Zuhause aus und schließt sich einer Band an. Der christliche Produzent Scott Brickell wird auf die Gruppe aufmerksam und verhilft ihnen zu Kontakten auf einem Konzert in Nashville. Diese sind jedoch nicht überzeugt von der Band MercyMe, was in Bart den alten Konflikt mit seinem Vater wieder aufleben lässt. Er spürt, dass er in alten Leben zunächst Ordnung schaffen muss.
Bart reist nach Hause. Sein Vater ist zu Barts Überraschung Christ geworden und will sich mit seinem Sohn versöhnen. Dieser kann dies zunächst nicht, es kommt erneut zum Streit. Als er jedoch die Krebsdiagnose seines Vaters findet, ist er bereit, ihm zu vergeben. Der Vater stirbt kurz darauf.
Anschließend kehrt Bart zur Band zurück und schreibt den Song I Can Only Imagine, der ein großer Erfolg wird, sowohl unter Christen als auch im Radio. Auch mit Shannon kommt es zur Versöhnung.

## Entstehung
Der gleichnamige Song I Can Only Imagine wurde von der Band erstmalig 1999 auf dem Independent-Album The Worship Project veröffentlicht. Auf ihrem ersten Studioalbum Almost There erschien der Song 2001 erneut und wurde bei christlichen Radiostationen ein Hit. Er gilt als der erfolgreichste christliche Song aller Zeiten.
Der Film spielte an seinem ersten Wochenende 17 Millionen Dollar (14 Millionen Euro) in den US-Kinos ein.

## Kritiken
„Dass das Drehbuch, das Jon Erwin gemeinsam mit Brent McCorkle verfasste, allerdings einzig aus Phrasen besteht, darf man dann doch bemängeln. Wenn der verbitterte Arthur seinem sensiblen Sohn einschärft, dass Träume einen nur abhalten, weil sich mit ihnen keine Rechnungen bezahlen lassen, ist das nicht nur eine unfreiwillig komische Ansammlung von Anti-Kalendersprüchen – es ist obendrein auch von allen Beteiligten (leider insbesondere von Quaid) extrem schlecht gespielt.“

„Ein weitgehend konventionell erzähltes Biopic über einen christlichen Musiker, irgendwo zwischen innigem Kitsch und durchsichtigem Kalkül.“

„J. Michael Finley spielt Bart Millard solide und beweist einige Sangesqualitäten. Wirklich beeindruckend aber ist der einstige Hollywood-Star Dennis Quaid in der Rolle des Vaters. Seine Wut ist ebenso glaubhaft wie seine Freundlichkeit, sein aus Hass verzerrtes Gesicht ebenso wie sein wohlwollendes Lächeln.“

„Das emotional stark aufgeladene Bekehrungsdrama ist mit religiösen Motiven der christlichen Erneuerungsbewegung stark unterfüttert, kann durch holzschnittartige Charaktere und eine allzu naive Argumentation aber nicht wirklich überzeugen.“